# 1507 în literatură
- 1506 în literatură — 1507 în literatură — 1508 în literatură

Anul 1507 în literatură a implicat o serie de evenimente semnificative. 

## Decese
Format:1507